# Maquiné
Maquiné is een gemeente in de Braziliaanse deelstaat Rio Grande do Sul. De gemeente telt 7.652 inwoners (schatting 2009).

## Aangrenzende gemeenten
De gemeente grenst aan Capão da Canoa, Caraá, Itati, Osório, Riozinho, São Francisco de Paula, Terra de Areia en Xangri-lá.